# Warzywnica kapustna
Warzywnica kapustna (Eurydema oleraceum) – gatunek owada z rzędu pluskwiaków. Długość ciała 5-7 mm. Młode osobniki warzywnicy kapustnej posiadają żółte plamy, natomiast osobniki, które przezimowały, zmieniają barwę plam na ciemnoczerwoną. Zimują imago chowając się pod liście lub grudki ziemi. Występuje na terenach otwartych, w niskiej roślinności. Żywi się sokami roślin z grupy kapustowatych. Przy masowym pojawieniu się jest szkodnikiem upraw warzywnych, szczególnie kapusty. Występuje na terenie całej Europy oraz w północnych rejonach Azji.

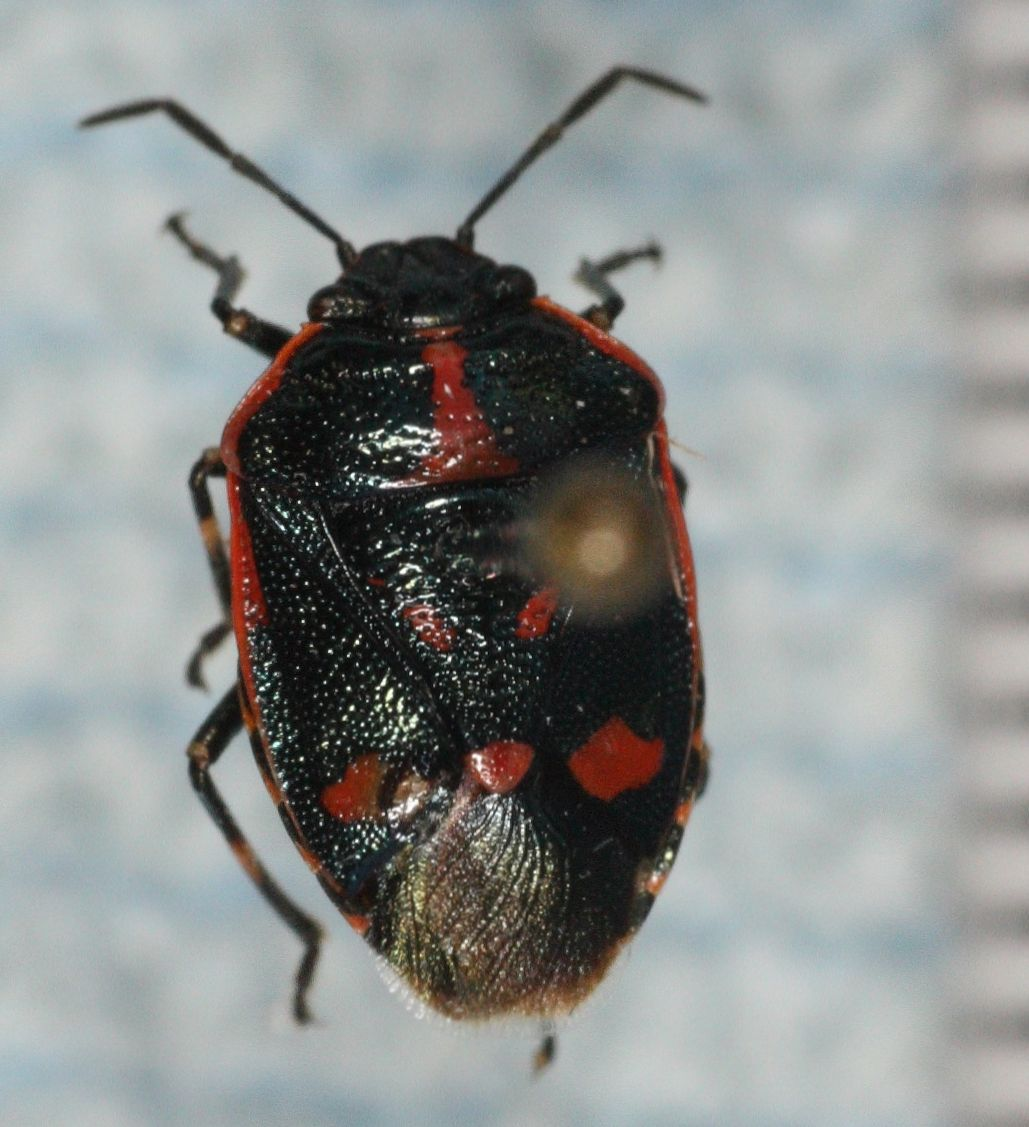
Osobnik dorosły